# Kyle Smaine
Kyle Smaine (ur. 27 czerwca 1991 w Apple Valley, zm. 29 stycznia 2023 w prefekturze Nagano) – amerykański narciarz dowolny specjalizujący się w halfpipe'ie. Największy sukces w karierze osiągnął w 2015 roku, kiedy zdobył złoty medal w halfpipe'ie na mistrzostwach świata w Kreischbergu. Pozostałe miejsca na podium zajęli wtedy Francuz Joffrey Pollet-Villard i Yannic Lerjen ze Szwajcarii. Nie startował na igrzyskach olimpijskich. W Pucharze Świata zadebiutował 31 stycznia 2009 roku w Park City, zajmując 11. miejsce. Tym samym już w swoim debiucie wywalczył pierwsze punkty. Na podium zawodów PŚ po raz pierwszy stanął 19 stycznia 2018 roku w Mammoth Mountain, wygrywając rywalizację w halfpipe'ie. W zawodach tych wyprzedził dwóch rodaków: Alexa Ferreirę i Torina Yater-Wallace'a.

## Osiągnięcia

### Mistrzostwa świata
| Miejsce | Dzień       | Rok  | Miejscowość | Konkurencja | Zwycięzca |
| ------- | ----------- | ---- | ----------- | ----------- | --------- |
| 1.      | 22 stycznia | 2015 | Kreischberg | Halfpipe    | -         |

### Puchar Świata

#### Miejsca w klasyfikacji generalnej
- sezon 2008/2009: 125.
- sezon 2011/2012: 169.
- sezon 2012/2013: 99.
- sezon 2013/2014: 221.
- sezon 2014/2015: 52
- sezon 2015/2016: 98.
- sezon 2017/2018: 53.

#### Miejsca na podium
1. Mammoth Mountain – 19 stycznia 2018 (halfpipe) – 1. miejsce